# Apollonia (Macedonië)
Apollonia (Grieks: Ἀπολλωνία) was een stad in het historische Macedonië. Deze stad, die Paulus op zijn zendingsreis van Filippi naar Thessalonica in 54 n.Chr. bezocht, lag 30 Romeinse mijlen (12 uren) westelijk van Amphipolis en 37 Romeinse mijlen ten noordoosten van Thessalonica, aan de Via Egnatia van de Romeinen.